# Una lettera sulla giustizia e per un dibattito libero
Una lettera sulla giustizia e per un dibattito libero (A Letter on Justice and Open Debate), nota anche come Harper's Letter, è una lettera aperta in difesa della libertà di parola pubblicata sul sito di Harper's Magazine il 7 luglio 2020, con 153 firmatari, criticando quello che ha definito "illiberalismo" e la cultura della cancellazione che si sta diffondendo nella società, e denunciando il presidente Donald Trump come "una vera minaccia alla democrazia".
La lettera è stata promossa dallo scrittore di Harper's e del New York Times Thomas Chatterton Williams . Inizialmente preoccupato che la tempistica potesse essere vista come una reazione alle proteste di George Floyd, che  vedeva come una legittima risposta alla brutalità della polizia negli Stati Uniti, decise comunque di pubblicarla, citando vari eventi recenti come il licenziamento di David Shor.
Shor è stato licenziato dopo il risentimento del pubblico per aver twittato un articolo di Omar Wasow, che sosteneva che la protesta non violenta sarebbe stata più efficace nel formare l'opinione pubblica.
Lo scrittore di Vox, firmatario dell'appello, Matthew Yglesias ha affrontato il rimprovero di una collega transgender, che ha criticato la lettera per essere stata firmata da "diverse voci prominenti anti-trans", tra cui Rowling, che ha attirato polemiche per i suoi commenti sulle questioni transgender.
In totale, circa 20 persone hanno contribuito definire il contenuto della lettera.
I firmatari non hanno saputo chi aveva firmato la lettera fino alla sua pubblicazione. Jennifer Finney Boylan si è detta pentita della propria adesione, e altri, come Katha Pollitt, hanno tenuto a specificare che il loro sostegno ai contenuti della lettera non significasse un accordo con alcuni dei firmatari su altre questioni.

## Lista completa dei firmatari
- Elliot Ackerman
- Saladin Ambar
- Martin Amis
- Anne Applebaum
- Marie Arana
- Margaret Atwood
- John Banville
- Mia Bay
- Louis Begley
- Roger Berkowitz
- Paul Berman
- Sheri Berman
- Reginald Dwayne Betts
- Neil Blair
- David W. Blight
- Jennifer Finney Boylan
- David Bromwich
- David Brooks
- Ian Buruma
- Lea Carpenter
- Noam Chomsky
- Nicholas Christakis
- Roger Cohen
- Frances D. Cook
- Drucilla Cornell
- Kamel Daoud
- Meghan Daum
- Gerald Early
- Jeffrey Eugenides
- Dexter Filkins
- Federico Finchelstein
- Caitlin Flanagan
- Richard T. Ford
- Kmele Foster
- David Frum
- Francis Fukuyama
- Atul Gawande
- Todd Gitlin
- Kim Ghattas
- Malcolm Gladwell
- Michelle Goldberg
- Rebecca Goldstein
- Anthony Grafton
- David Greenberg
- Linda Greenhouse
- Kerri Greenidge (ritirata successivamente)
- Rinne B. Groff
- Sarah Haider
- Jonathan Haidt
- Roya Hakakian
- Shadi Hamid
- Jeet Heer
- Katie Herzog
- Susannah Heschel
- Adam Hochschild
- Arlie Russell Hochschild
- Eva Hoffman
- Coleman Hughes
- Hussein Ibish
- Michael Ignatieff
- Zaid Jilani
- Bill T. Jones
- Wendy Kaminer
- Matthew Karp
- Garry Kasparov
- Daniel Kehlmann
- Randall Kennedy
- Khaled Khalifa
- Parag Khanna
- Laura Kipnis
- Frances Kissling
- Enrique Krauze
- Anthony Kronman
- Joy Ladin
- Nicholas Lemann
- Mark Lilla
- Susie Linfield
- Damon Linker
- Dahlia Lithwick
- Steven Lukes
- John R. MacArthur
- Susan Madrak
- Phoebe Maltz Bovy
- Greil Marcus
- Wynton Marsalis
- Kati Marton
- Debra Mashek
- Deirdre McCloskey
- John McWhorter
- Uday Mehta
- Andrew Moravcsik
- Yascha Mounk
- Samuel Moyn
- Meera Nanda
- Cary Nelson
- Olivia Nuzzi
- Mark Oppenheimer
- Dael Orlandersmith
- George Packer
- Nell Irvin Painter
- Greg Pardlo
- Orlando Patterson
- Steven Pinker
- Letty Cottin Pogrebin
- Katha Pollitt
- Claire Bond Potter
- Taufiq Rahim
- Zia Haider Rahman
- Jennifer Ratner-Rosenhagen
- Jonathan Rauch
- Neil Roberts
- Melvin Rogers
- Kat Rosenfield
- Loretta J. Ross
- J. K. Rowling
- Salman Rushdie
- Karim Sadjadpour
- Daryl Michael Scott
- Diana Senechal
- Jennifer Senior
- Judith Shulevitz
- Jesse Singal
- Anne-Marie Slaughter
- Andrew Solomon
- Deborah Solomon
- Allison Stanger
- Paul Starr
- Wendell Steavenson
- Gloria Steinem
- Nadine Strossen
- Ronald S. Sullivan Jr.
- Kian Tajbakhsh
- Zephyr Teachout
- Cynthia Tucker
- Adaner Usmani
- Chloé Valdary
- Lucía Martínez Valdivia
- Helen Vendler
- Judy B. Walzer
- Michael Walzer
- Eric K. Washington
- Caroline Weber
- Randi Weingarten
- Bari Weiss
- Sean Wilentz
- Garry Wills
- Thomas Chatterton Williams
- Robert F. Worth
- Molly Worthen
- Matthew Yglesias
- Emily Yoffe
- Cathy Young
- Fareed Zakaria